# Liste des arrêts de la Cour suprême des États-Unis, volume 281
Ceci est une liste des arrêts de la Cour suprême des États-Unis du volume 281 de l’United States Reports (1930) :

## Liste
- Kansas City Southern R. Co. v. Guardian Trust Co., 281 U.S. 1 (1930)
- Lucas v. North Tex. Lumber Co., 281 U.S. 11 (1930)
- Chicago & North Western R. Co. v. Lindell, 281 U.S. 14 (1930)
- Moore v. Mitchell, 281 U.S. 18 (1930)
- District of Columbia v. Thompson, 281 U.S. 25 (1931)
- United States Fidelity & Guaranty Co. v. Guenther, 281 U.S. 34 (1930)
- Lindgren v. United States, 281 U.S. 38 (1930)
- District of Columbia v. Fred, 281 U.S. 49 (1930)
- Collie v. Fergusson, 281 U.S. 52 (1930)
- Illinois Central R. Co. v. Crail, 281 U.S. 57 (1930)
- Carley & Hamilton, Inc. v. Snook, 281 U.S. 66 (1930)
- Ohio ex rel. Bryant v. Akron Metropolitan Park Dist., 281 U.S. 74 (1930)
- Railroad Comm'n of Wis. v. Maxcy, 281 U.S. 82 (1930) (per curiam)
- Early v. Federal Reserve Bank of Richmond, 281 U.S. 84 (1930)
- Gunning v. Cooley, 281 U.S. 90 (1930)
- Staten Island Rapid Transit R. Co. v. Phoenix Indemnity Co., 281 U.S. 98 (1930)
- Oklahoma v. Texas, 281 U.S. 109 (1930) (per curiam)
- Lucas v. Earl, 281 U.S. 111 (1930)
- Lucas v. Ox Fibre Brush Co., 281 U.S. 115 (1930)
- Henrietta Mills v. Rutherford County, 281 U.S. 121 (1930)
- Nogueira v. New York, N. H. & H. R. Co., 281 U.S. 128 (1930)
- United States v. Unzeuta, 281 U.S. 138 (1930)
- Ohio Oil Co. v. Conway, 281 U.S. 146 (1930)
- Kentucky v. Indiana, 281 U.S. 163 (1930)
- Wisconsin v. Illinois, 281 U.S. 179 (1930)
- United States v. Adams, 281 U.S. 202 (1930)
- Wilbur v. United Sates ex rel. Kadrie, 281 U.S. 206 (1930)
- John Baizley Iron Works v. Span, 281 U.S. 222 (1930)
- Employers' Liability Assurance Corp. v. Cook, 281 U.S. 233 (1930)
- May v. Heiner, 281 U.S. 238 (1930)
- Lucas v. Pilliod Lumber Co., 281 U.S. 245 (1930)
- Alexander Sprunt & Son, Inc. v. United States, 281 U.S. 249 (1930)
- Miller v. McLaughlin, 281 U.S. 261 (1930)
- Lucas v. Kansas City Structural Steel Co., 281 U.S. 264 (1930)
- Meadows v. United States, 281 U.S. 271 (1930)
- Patton v. United States, 281 U.S. 276 (1930)
- Missouri ex rel. Missouri Ins. Co. v. Gehner, 281 U.S. 313 (1930)
- National Fire Ins. Co. of Hartford v. Thompson, 281 U.S. 331 (1930)
- United States v. Worley, 281 U.S. 339 (1930)
- Jackson v. United States, 281 U.S. 344 (1930)
- New York Central R. Co. v. Marcone, 281 U.S. 345 (1930)
- Atchison, T. & S. F. R. Co. v. Toops, 281 U.S. 351 (1930)
- Niles Bement Pond Co. v. United States, 281 U.S. 357 (1930)
- Dohany v. Rogers, 281 U.S. 362 (1930)
- Cochran v. Louisiana Bd. of Ed., 281 U.S. 370 (1930)
- Corliss v. Bowers, 281 U.S. 376 (1930)
- Escher v. Woods, 281 U.S. 379 (1930)
- Chesapeake & Potomac Telephone Co. v. United States, 281 U.S. 385 (1930)
- Danovitz v. United States, 281 U.S. 389 (1930)
- Home Ins. Co. v. Dick, 281 U.S. 397 (1930)
- Board of Railroad Comm'rs of N. D. v. Great Northern R. Co., 281 U.S. 412 (1930)
- Corporation Comm'n of Okla. v. Lowe, 281 U.S. 431 (1930)
- Cincinnati v. Vester, 281 U.S. 439 (1930)
- Todok v. Union State Bank of Harvard, 281 U.S. 449 (1930)
- Eliason v. Wilborn, 281 U.S. 457 (1930)
- Barker Painting Co. v. Painters, 281 U.S. 462 (1930)
- Federal Radio Comm'n v. General Elec. Co., 281 U.S.464 (1930)
- Grubb v. Public Util. Comm'n of Ohio, 281 U.S. 470 (1940)
- Pittsburgh & West Virginia R. Co. v. United States, 281 U.S. 479 (1930)
- United States v. Updike, 281 U.S. 489 (1930)
- Tyler v. United States, 281 U.S. 497 (1930)
- Georgia Power Co. v. Decatur, 281 U.S. 505 (1930)
- Western Cartridge Co. v. Emmerson, 281 U.S. 511 (1930)
- Charter Shipping Co. v. Bowring, Jones & Tidy, Ltd., 281 U.S. 515 (1930)
- United States Shipping Bd. Merchant Fleet Corporation v. Harwood, 281 U.S. 519 (1930)
- Richbourg Motor Co. v. United States, 281 U.S. 528 (1930)
- Broad River Power Co. v. South Carolina ex rel. Daniel, 281 U.S. 537 (1930)
- Texas & New Orleans R. Co. v. Railway Clerks, 281 U.S. 548 (1930)
- Wheeler Lumber Bridge & Supply Co. of Des Moines v. United States, 281 U.S. 572 (1930)
- Universal Battery Co. v. United States, 281 U.S. 580 (1930)
- Baldwin v. Missouri, 281 U.S. 586 (1930)
- Campbell Fed. Prohibition Administrator v. Galeno Chemical Co., 281 U.S. 599 (1930)
- Campbell v. W. H. Long & Co., 281 U.S. 610 (1930)
- United States v. Norris, 281 U.S. 619 (1930)
- United States v. Farrar, 281 U.S. 624 (1930)
- Jamison v. Encarnacion, 281 U.S. 635 (1930)
- Alpha S. S. Corp. v. Cain, 281 U.S. 642 (1930)
- Toombs v. Citizens Bank of Waynesboro, 281 U.S. 643 (1930)
- Surplus Trading Co. v. Cook, 281 U.S. 647 (1930)
- Ann Arbor R. Co. v. United States, 281 U.S. 658 (1930)
- Panama Mail S. S. Co. v. Vargas, 281 U.S. 670 (1930)
- Brinkerhoff-Faris Trust & Sav. Co. v. Hill, 281 U.S. 673 (1930)
- New Orleans Public Service, Inc. v. New Orleans, 281 U.S. 682 (1930)

## Source
- (en) Cet article est partiellement ou en totalité issu de l’article de Wikipédia en anglais intitulé « List of United States Supreme Court cases, volume 281 » (voir la liste des auteurs).